# 1294
Il 1294 (MCCXCIV in numeri romani) è un anno  del XIII secolo.

## Eventi
- 29 agosto - Italia: nella basilica di Santa Maria di Collemaggio in L'Aquila, Pietro da Morrone viene incoronato Papa con il nome di Celestino V.
- 29 settembre - Italia: viene emessa la bolla pontificia inter sanctorum solemnia con la quale viene istituita la perdonanza Celestiniana, primo giubileo della Chiesa Cattolica nella Basilica di Santa Maria di Collemaggio in L'Aquila
- 13 dicembre - Italia: Papa Celestino V rinuncia al Soglio Pontificio in L'Aquila.
- 24 dicembre - Italia: a Napoli Benedetto Caetani viene eletto Papa con il nome di Bonifacio VIII
- Italia: a Pistoia Giano Della Bella nominato podestà.
- Filippo il Bello entra in conflitto con il conte di Fiandra
- A Loreto (Marche - Italia) arriva la Santa Casa di Nazareth.
- Nello Yunnan cade l'ultimo baluardo cinese, la Cina è tutta mongola
- Sassari diventa libero comune

## Nati
- 8 marzo - Enrico VI il Buono, nobile polacco († 1335)
- 18 giugno - Carlo IV di Francia, sovrano († 1328)
- 14 luglio - Obizzo III d'Este, politico italiano († 1352)
- Caterina di Bosnia, Grand Principessa di Hum, principessa bosniaca († 1355)
- Giovanna di Valois, nobile francese († 1342)
- Giovanni di Gravina, conte italiano († 1336)
- Kusunoki Masashige, militare giapponese († 1336)
- Narimantas, nobile lituano († 1348)
- Roger de Pins († 1365)
- Argentina Spinola, nobildonna italiana († 1338)
- Ugo V di Borgogna, re († 1315)
- Marsilio da Carrara, politico italiano († 1338)

## Morti
- 2 febbraio - Ludovico II del Palatinato, nobile tedesco (n. 1229)
- 18 febbraio - Kublai Khan, condottiero mongolo (n. 1215)
- 28 febbraio - Sibilla de Baugé, nobile (n. 1255)
- 13 aprile - Albertino da Montone, monaco cristiano italiano
- 7 maggio - Giovanni I di Brabante, duca (n. 1253)
- 10 agosto - Latino Malabranca Orsini, cardinale italiano (n. 1235)
- 21 agosto - Guittone d'Arezzo, poeta e religioso italiano
- 13 ottobre - Francesco Ronci, cardinale italiano (n. 1223)
- 22 novembre - Stefano di Besançon, religioso francese
- 25 dicembre - Mestwin II di Pomerania, nobile polacco (n. 1220)
- Bartolomeo di Neocastro, italiano
- Dimitrij Borisovič, nobile russo (n. 1253)
- Dmitrij I Aleksandrovič, principe russo (n. 1250)
- Tuccio Guicciardini, banchiere e politico italiano
- Corrado Malaspina, politico e militare italiano
- Niccolò II di Saint-Omer, nobile e cavaliere medievale francese
- Niccolò da Sinizzo, vescovo cattolico italiano
- Oede de la Couroierie, francese
- Rabban Bar Sauma, monaco cristiano mongolo
- Safi al-Din al-Urmawi, musicista e teorico della musica persiano
- Al-Būsīrī, poeta e grammatico egiziano (n. 1212)
- Andrea di Ricco, pittore italiano (n. 1213)

## Calendario
| Calendario 1294 | Calendario 1294 | Calendario 1294 | Calendario 1294 | Calendario 1294 | Calendario 1294 | Calendario 1294 | Calendario 1294 | Calendario 1294 | Calendario 1294 | Calendario 1294 | Calendario 1294 | Calendario 1294 | Calendario 1294 | Calendario 1294 | Calendario 1294 | Calendario 1294 | Calendario 1294 | Calendario 1294 | Calendario 1294 | Calendario 1294 | Calendario 1294 | Calendario 1294 | Calendario 1294 | Calendario 1294 | Calendario 1294 | Calendario 1294 | Calendario 1294 | Calendario 1294 | Calendario 1294 | Calendario 1294 | Calendario 1294 | Calendario 1294 |
| --------------- | --------------- | --------------- | --------------- | --------------- | --------------- | --------------- | --------------- | --------------- | --------------- | --------------- | --------------- | --------------- | --------------- | --------------- | --------------- | --------------- | --------------- | --------------- | --------------- | --------------- | --------------- | --------------- | --------------- | --------------- | --------------- | --------------- | --------------- | --------------- | --------------- | --------------- | --------------- | --------------- |
|                 | 1               | 2               | 3               | 4               | 5               | 6               | 7               | 8               | 9               | 10              | 11              | 12              | 13              | 14              | 15              | 16              | 17              | 18              | 19              | 20              | 21              | 22              | 23              | 24              | 25              | 26              | 27              | 28              | 29              | 30              | 31              |                 |
| Gennaio         | Ve              | Sa              | Do              | Lu              | Ma              | Me              | Gi              | Ve              | Sa              | Do              | Lu              | Ma              | Me              | Gi              | Ve              | Sa              | Do              | Lu              | Ma              | Me              | Gi              | Ve              | Sa              | Do              | Lu              | Ma              | Me              | Gi              | Ve              | Sa              | Do              |                 |
| Febbraio        | Lu              | Ma              | Me              | Gi              | Ve              | Sa              | Do              | Lu              | Ma              | Me              | Gi              | Ve              | Sa              | Do              | Lu              | Ma              | Me              | Gi              | Ve              | Sa              | Do              | Lu              | Ma              | Me              | Gi              | Ve              | Sa              | Do              |                 |                 |                 |                 |
| Marzo           | Lu              | Ma              | Me              | Gi              | Ve              | Sa              | Do              | Lu              | Ma              | Me              | Gi              | Ve              | Sa              | Do              | Lu              | Ma              | Me              | Gi              | Ve              | Sa              | Do              | Lu              | Ma              | Me              | Gi              | Ve              | Sa              | Do              | Lu              | Ma              | Me              |                 |
| Aprile          | Gi              | Ve              | Sa              | Do              | Lu              | Ma              | Me              | Gi              | Ve              | Sa              | Do              | Lu              | Ma              | Me              | Gi              | Ve              | Sa              | Do              | Lu              | Ma              | Me              | Gi              | Ve              | Sa              | Do              | Lu              | Ma              | Me              | Gi              | Ve              |                 |                 |
| Maggio          | Sa              | Do              | Lu              | Ma              | Me              | Gi              | Ve              | Sa              | Do              | Lu              | Ma              | Me              | Gi              | Ve              | Sa              | Do              | Lu              | Ma              | Me              | Gi              | Ve              | Sa              | Do              | Lu              | Ma              | Me              | Gi              | Ve              | Sa              | Do              | Lu              |                 |
| Giugno          | Ma              | Me              | Gi              | Ve              | Sa              | Do              | Lu              | Ma              | Me              | Gi              | Ve              | Sa              | Do              | Lu              | Ma              | Me              | Gi              | Ve              | Sa              | Do              | Lu              | Ma              | Me              | Gi              | Ve              | Sa              | Do              | Lu              | Ma              | Me              |                 |                 |
| Luglio          | Gi              | Ve              | Sa              | Do              | Lu              | Ma              | Me              | Gi              | Ve              | Sa              | Do              | Lu              | Ma              | Me              | Gi              | Ve              | Sa              | Do              | Lu              | Ma              | Me              | Gi              | Ve              | Sa              | Do              | Lu              | Ma              | Me              | Gi              | Ve              | Sa              |                 |
| Agosto          | Do              | Lu              | Ma              | Me              | Gi              | Ve              | Sa              | Do              | Lu              | Ma              | Me              | Gi              | Ve              | Sa              | Do              | Lu              | Ma              | Me              | Gi              | Ve              | Sa              | Do              | Lu              | Ma              | Me              | Gi              | Ve              | Sa              | Do              | Lu              | Ma              |                 |
| Settembre       | Me              | Gi              | Ve              | Sa              | Do              | Lu              | Ma              | Me              | Gi              | Ve              | Sa              | Do              | Lu              | Ma              | Me              | Gi              | Ve              | Sa              | Do              | Lu              | Ma              | Me              | Gi              | Ve              | Sa              | Do              | Lu              | Ma              | Me              | Gi              |                 |                 |
| Ottobre         | Ve              | Sa              | Do              | Lu              | Ma              | Me              | Gi              | Ve              | Sa              | Do              | Lu              | Ma              | Me              | Gi              | Ve              | Sa              | Do              | Lu              | Ma              | Me              | Gi              | Ve              | Sa              | Do              | Lu              | Ma              | Me              | Gi              | Ve              | Sa              | Do              |                 |
| Novembre        | Lu              | Ma              | Me              | Gi              | Ve              | Sa              | Do              | Lu              | Ma              | Me              | Gi              | Ve              | Sa              | Do              | Lu              | Ma              | Me              | Gi              | Ve              | Sa              | Do              | Lu              | Ma              | Me              | Gi              | Ve              | Sa              | Do              | Lu              | Ma              |                 |                 |
| Dicembre        | Me              | Gi              | Ve              | Sa              | Do              | Lu              | Ma              | Me              | Gi              | Ve              | Sa              | Do              | Lu              | Ma              | Me              | Gi              | Ve              | Sa              | Do              | Lu              | Ma              | Me              | Gi              | Ve              | Sa              | Do              | Lu              | Ma              | Me              | Gi              | Ve              |                 |